# Tempête Ulli
Pour les articles homonymes, voir Tempête (homonymie).
La tempête Ulli, est une dépression météorologique hivernale formée le 31 décembre 2011 ayant touché le Nord-Ouest de l'Europe. Le nom Ulli provient d'une liste de noms utilisée depuis 1954 par l’Université Libre de Berlin (ULB) pour nommer les tempêtes synoptiques qui affectent l'Europe. Son usage s'est répandu aux autres pays du continent depuis cette époque. Depuis 2002, l’ULB utilise des noms suggérés par le public qui doit payer un certain montant servant au financement de l'observatoire météorologique de l’université.
Elle se creuse tout d'abord en Écosse avant de se diriger vers la Scandinavie. Les vents touchent également le Royaume-Uni ainsi que le nord de la France, la Belgique et les Pays-Bas. La tempête a fait 2 victimes en Angleterre et elle est suivie de la tempête Andrea.

## Évolution météorologique

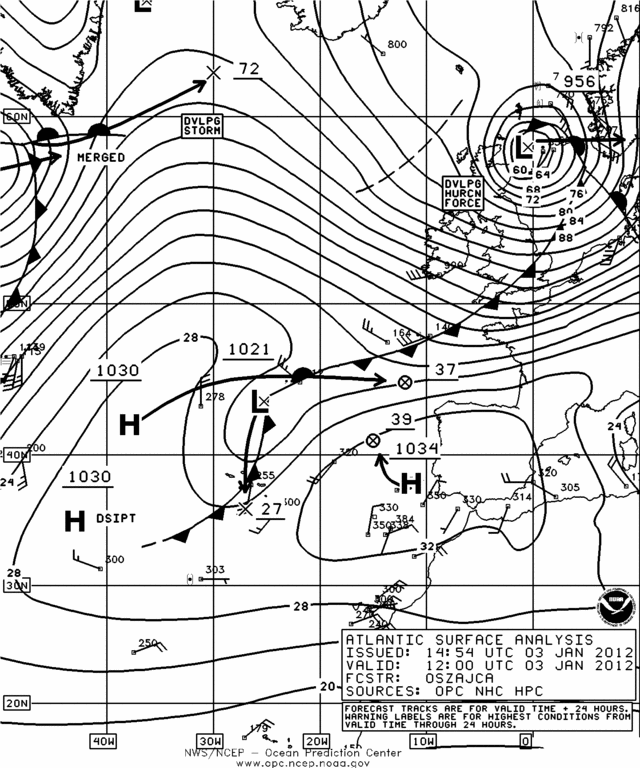
Carte météorologique du 3 janvier 2012 avec Ulli passant juste au nord de l'Écosse à 12 UTC

Le système dépressionnaire est tout d'abord localisé dans le Midwest Américain le 29 décembre. La tempête se déplace sur l'Atlantique le 31 décembre 2011 et elle est nommée par l'Université libre de Berlin. Elle touche la Nouvelle-Écosse le 1er janvier 2012 mais sa pression centrale n'est que de 1 000 hPa. Le 2 janvier, le système frappe Terre-Neuveaprès s'être creusé à 990 hPa,. 
Le 3 janvier à 0 h UTC , Ulli se localise à l'ouest de l'Écosse et sa pression est maintenant de 970 hPa, soit un rapide creusement de 30 hPa en 24 heures ce qui en fait une bombe météorologique. La tempête touche l'Écosse le même jour,. Quelques heures plus tard, la tempête est nommée Emil par le service météorologique norvégien. Le 4 janvier, la tempête se situe au nord-ouest de la Norvège,.
Les plus les plus violents sont associés à la présence d'un courant-jet d'occlusion avec cette tempête.

## Impact

### Royaume-Uni et Irlande
La tempête Ulli a fait 2 morts au Royaume-Uni : un homme de 50 ans dans le Kent écrasé par un arbre abattu sur son véhicule et la mort d'un membre d'équipage sur un pétrolier dans la Manche. Un conducteur de bus a également été grièvement blessé dans le Surrey à la suite de la chute d'un arbre sur son véhicule.
Les transports ont été très perturbés, avec la fermeture du port de Douvres pendant plusieurs heures et d'importantes perturbations dans les aéroports de Glasgow et d'Édimbourg, où des vols ont été annulés et retardés. Les liaisons avec l'île de Wight ont également été suspendues,. Les aéroports londoniens ainsi que les liaisons ferroviaires entre Londres et l'Écosse ont également été perturbés. 70 000 foyers écossais ont été privés d'électricité et un avis d'alerte au risque d'inondations a été émis pour 21 rivières dans le sud-ouest de l'Angleterre. 
Des rafales de vent importantes ont été mesurées au Cairn Gorm (175 km/h à 1 245 m d'altitude) ou à Édimbourg (165 km/h). 
Une rafale à 169 km/h a été mesurée à Malin Head au Nord de l'Irlande.

### France, Belgique et Allemagne
Deux départements (le Nord et le Pas-de-Calais) ont été placés en vigilance orange par Météo-France. 1000 foyers ont été privés d'électricité dans le Finistère et 13 000 foyers dans le Nord-Pas-de-Calais. 
La tempête a fait 4 blessés et une rafale à 115 km/h a été mesurée à Zeebruges. En Allemagne, le 3 janvier, une alerte à la tempête est diffusée sur les côtes de la mer du Nord et en haute altitude. Des camions ont été soufflés à 100 km/h en Rhénanie-du-Nord-Westphalie. Le toit d'une maison a été arrachée.

### Danemark et Suède
Ulli est la plus forte tempête ayant frappé le Danemark ces sept dernières années. Des vents ont affecté le Jutland dans l'après-midi du 3 janvier.

## Rafales mesurées
(janvier 2012).

### Angleterre
Les rafales suivantes ont été mesurées le 3 janvier en Angleterre :
| Localité          | Vitesse  | Observation      | Source    |
| ----------------- | -------- | ---------------- | --------- |
| Great Dun Fell    | 169 km/h | 847 m d'altitude | Meteociel |
| Île de Portland   | 138 km/h |                  | Meteociel |
| Île de Thorney    | 132 km/h |                  | Meteociel |
| Lee-on-the-Solent | 123 km/h |                  | Meteociel |
| Loftus            | 121 km/h |                  | Meteociel |
| Plymouth          | 117 km/h |                  | Meteociel |

### Belgique
Les rafales suivantes ont été mesurées le 3 janvier en Belgique :
| Localité    | Vitesse  | Observation | Source |
| ----------- | -------- | ----------- | ------ |
| Zeebruges   | 115 km/h |             | RTBF   |
| Middelkerke | 104 km/h |             | RTBF   |
| Uccle       | 94 km/h  |             | RTBF   |
| Deurne      | 90 km/h  |             | RTBF   |

### Écosse
Les rafales suivantes ont été mesurées le 3 janvier en Écosse :
| Localité     | Vitesse  | Observation       | Source          |
| ------------ | -------- | ----------------- | --------------- |
| Cairn Gorm   | 175 km/h | 1245 m d'altitude | Meteociel       |
| Glen Ogle    | 167 km/h | 564 m d'altitude  | Meteociel       |
| Édimbourg    | 165 km/h |                   | Le Nouvel Obs   |
| Islay        | 155 km/h |                   | La Chaîne Météo |
| Drumalbin    | 149 km/h |                   | Meteociel       |
| Glasgow      | 146 km/h |                   | Meteociel       |
| Machrihanish | 145 km/h |                   | Meteociel       |
| Prestwick    | 136 km/h |                   | Meteociel       |
| Dundrennan   | 132 km/h |                   | Meteociel       |
| Leuchars     | 128 km/h |                   | Meteociel       |

### France
Les rafales suivantes ont été mesurées le 3 janvier en France :
| Localité            | Département    | Vitesse  | Observation       | Source          |
| ------------------- | -------------- | -------- | ----------------- | --------------- |
| Cap de la Hève      | Seine-Maritime | 127 km/h |                   | La Chaîne Météo |
| Cap Gris-Nez        | Pas-de-Calais  | 126 km/h |                   | Meteociel       |
| Boulogne-sur-Mer    | Pas-de-Calais  | 124 km/h |                   | Meteociel       |
| Calais              | Pas-de-Calais  | 122 km/h |                   | La Chaîne Météo |
| Mont Aigoual        | Lozère,Gard    | 115 km/h | 1565 m d'altitude | Meteociel       |
| Ouessant            | Finistère      | 113 km/h |                   | Meteociel       |
| Cap de la Hague     | Manche         | 109 km/h |                   | Meteociel       |
| Dunkerque           | Nord           | 107 km/h |                   | Meteociel       |
| Cherbourg-Octeville | Manche         | 107 km/h |                   | Meteociel       |
| Pointe du Raz       | Finistère      | 104 km/h |                   | Meteociel       |
| Brignogan           | Finistère      | 102 km/h |                   | Meteociel       |
| Abbeville           | Somme          | 100 km/h |                   | Meteociel       |
| Ploumanac'h         | Côtes-d'Armor  | 100 km/h |                   | Meteociel       |
| Groix               | Morbihan       | 100 km/h |                   | Meteociel       |
| Landivisiau         | Finistère      | 100 km/h |                   | Meteociel       |

### Irlande
Les rafales suivantes ont été mesurées le 3 janvier en Irlande :
| Localité   | Vitesse  | Observation | Source          |
| ---------- | -------- | ----------- | --------------- |
| Malin Head | 169 km/h |             | La Chaîne Météo |
| Dublin     | 108 km/h |             | Meteociel       |
| Belmullet  | 104 km/h |             | Meteociel       |

### Pays de Galles
Les rafales suivantes ont été mesurées le 3 janvier au Pays de Galles :
| Localité    | Vitesse  | Observation | Source          |
| ----------- | -------- | ----------- | --------------- |
| Aberdaron   | 151 km/h |             | La Chaîne Météo |
| Capel Curig | 140 km/h |             | Meteociel       |
| Lac Vyrnwy  | 117 km/h |             | Meteociel       |
| Aberporth   | 115 km/h |             | Meteociel       |
| Mumbles     | 115 km/h |             | Meteociel       |

### Pays-Bas
Les rafales suivantes ont été mesurées le 3 janvier aux Pays-Bas :
| Localité   | Vitesse  | Observation | Source    |
| ---------- | -------- | ----------- | --------- |
| Maastricht | 90 km/h  |             | Meteociel |
| Vlieland   | 144 km/h |             |           |
| IJmuiden   | 172 km/h |             |           |
| Texelhors  | 126 km/h |             |           |